# Спивак, Марла
Марла Спивак (Marla Spivak, род. 1955, Денвер, Колорадо, США) — американский апиолог, занимающаяся вопросами здоровья и поведения медоносных пчёл, и в особенности прополисом.
Заслуженный профессор Миннесотского университета. Лауреат стипендии Мак-Артура (2010).

## Биография
Окончила Humboldt State University в Аркейте (Калифорния) со степенью бакалавра биологии в 1978 году. Некоторое время путешествовала по Южной Америке. Степень доктора философии по энтомологии получила в 1989 году в Канзасском университете (науч. рук-ль д-р Чип Тейлор (Orley (Chip) Taylor)) — за работу по экологии и идентификации африканизированных пчёл в Коста-Рике, где провела два года. В обеих альма-матер в 2012 году удостоилась Отличия выдающегося выпускника.
С 1989 по 1991 год являлась постдоком в Центре инсектологии Аризонского университета и в лаборатории министерства сельского хозяйства США в Тусоне.
С 1992 года работает на кафедре энтомологии в Миннесотском университете: с 1993 года ассистент-профессор, с 1999 года ассоциированный профессор, с 2006 года полный профессор, с 2009 года заслуженный профессор.
Вошла в научный комитет конференции 2018 года в Болгарии Second Propolis Conference, её приглашённый спикер.
Исследованиями прополиса занимается с 2009 года.
Запись её выступления в 2013 году на TED имеет более 2,4 миллиона просмотров.
Замужем, есть сын.
Фелло Энтомологического общества Америки (2017).
Автор публикаций в PLoS One, American Entomologist, Molecular Ecology, Evolution, Annual Review of Entomology.

## Награды
- 1999 — Apiary Inspectors of America Service Award «For Outstanding Work in Apiary Research»
- 2002 — Special Service Award, Wisconsin Honey Producers Association
- 2003 — J.I. Hambleton Award for Outstanding Research, Eastern Apicultural Society[9]
- 2015 — Minnesoat AgriGrowth Distinguised Service Award[10]
- 2016 — Siehl Prize for Excellence in Agriculture, Миннесотский университет[2]
- 2016 — WINGS WorldQuest Women of Discovery Award